# 2012-es mianmari földrengés
A 2012-es mianmari földrengés 2012. november 11-én reggel következett be Mianmar északi részén. A 6,8-es erősségű rengés következtében legalább 13-an meghaltak.
A rengés az ország második legnagyobb városától, Mandalaytól 60 km-re északnyugatra lévő Svebonál következett be, 9,8 km-es mélységben.
Sok kár keletkezett, többek között összedőlt egy készülő híd az Iravádi folyón, ami miatt négyen haltak meg és 25-en megsérültek. Kjaukmjaungban összedőlt egy buddhista kolostor, a romok alatt két holttestet találtak.